# Stundenplan
| Startzeit | Montag      | Dienstag    | Mittwoch   | Donnerstag  | Freitag    |
| --------- | ----------- | ----------- | ---------- | ----------- | ---------- |
| 8:00      | Deutsch     | Französisch | Biologie   | Religion    | Mathematik |
| 8:45      | Englisch    | Musik       | Geschichte | Physik      | Mathematik |
| 9:45      | Sport       | Geschichte  | Mathematik | Französisch | Englisch   |
| 10:30     | Sport       | Mathematik  | Englisch   | Französisch | Chemie     |
| 11:30     | Religion    | Physik      | Erdkunde   | Erdkunde    | Musik      |
| 12:15     | Sozialkunde | Chemie      | Deutsch    | Deutsch     | Biologie   |

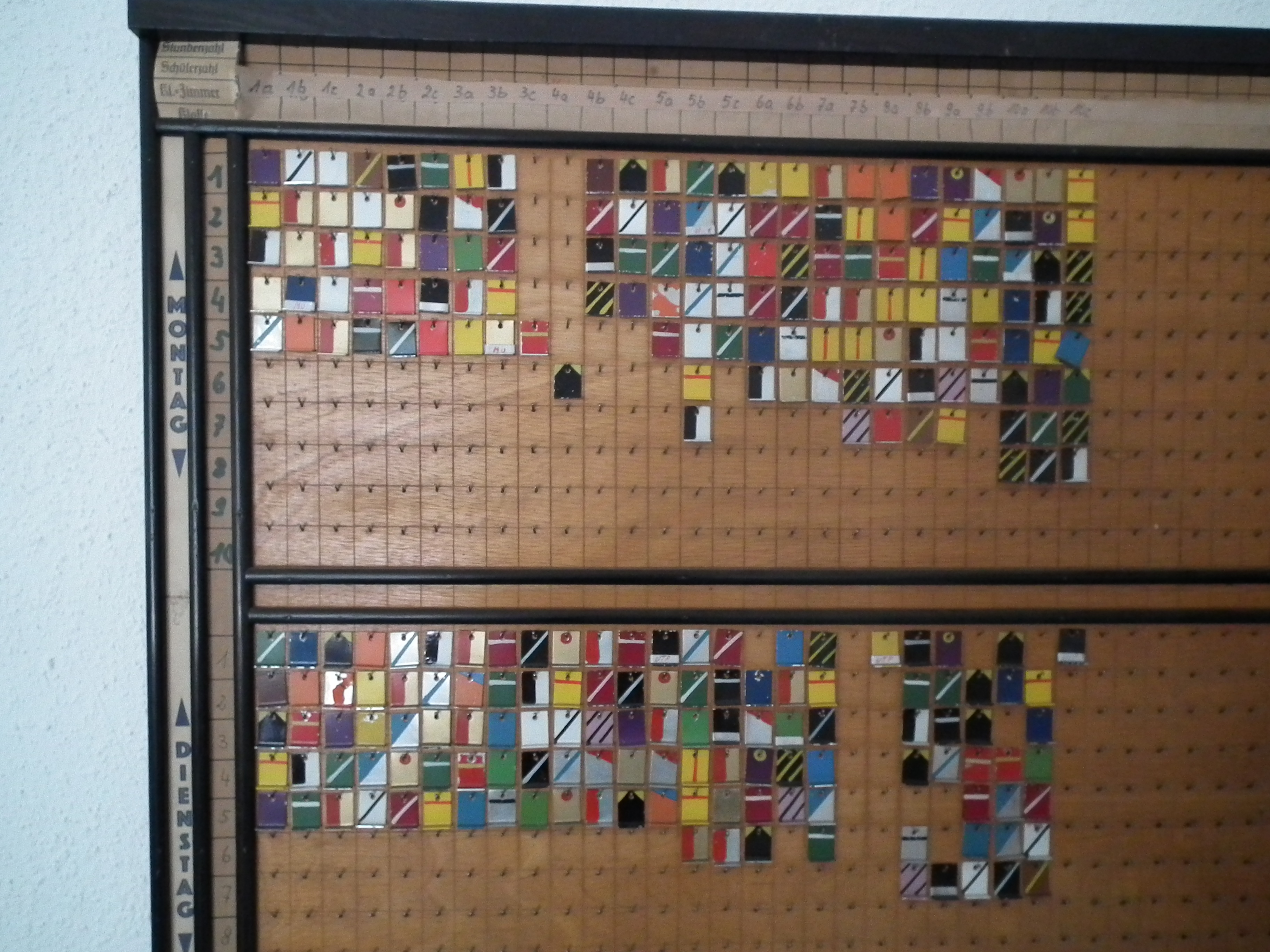
Symbolisierter Stundenplan für Lehrer im Lehrerzimmer einer 10-klassigen POS in der DDR; Für jeden Lehrer gibt es ein Plättchen mit einem Symbol. So weiß jeder, in welcher Klasse er eingesetzt wird oder Vertretung hat.

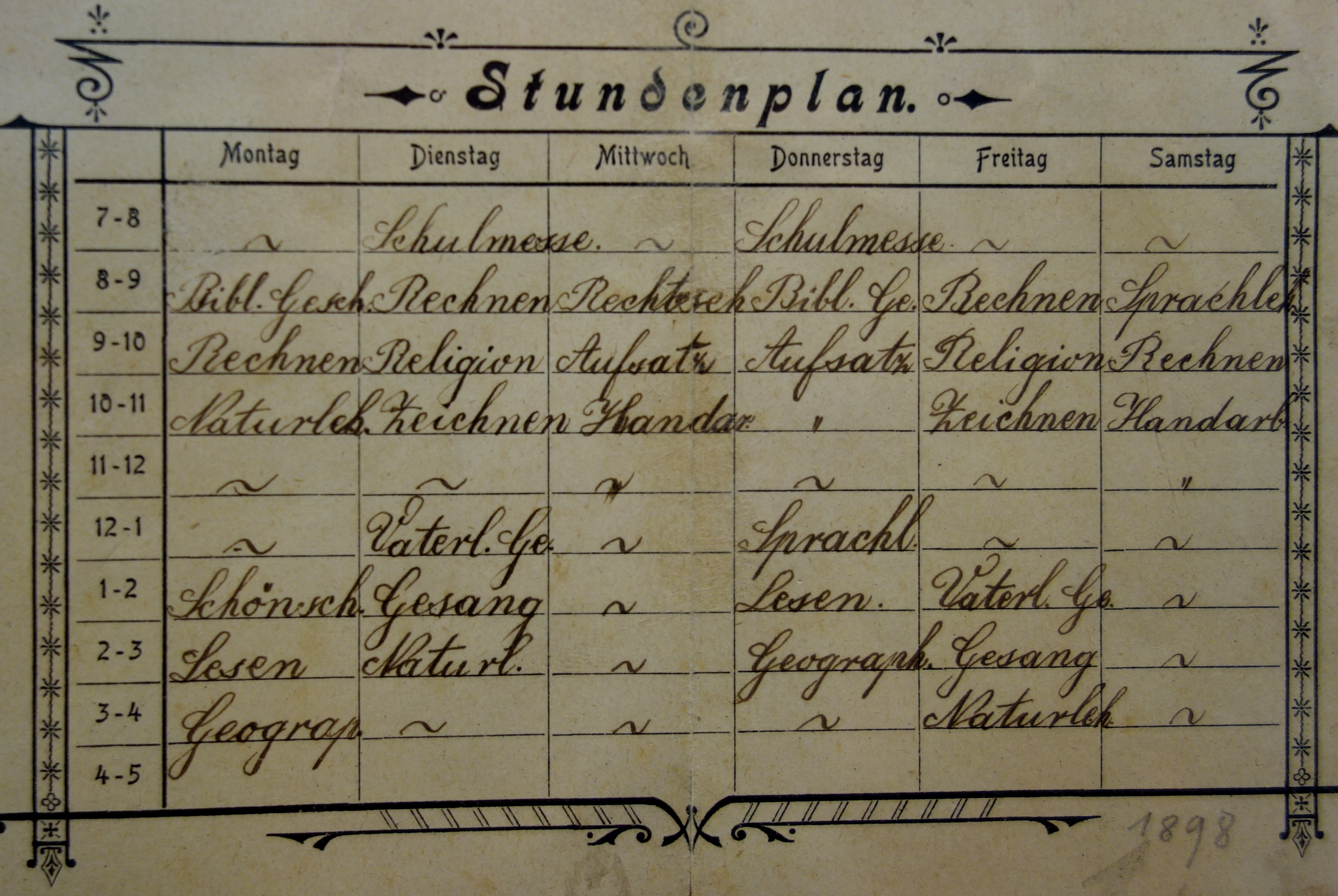
Volksschulstundenplan von 1898

Ein Stundenplan regelt den zeitlich versetzten Zugriff auf knappe Ressourcen.
Zum Beispiel regelt der Schulstundenplan, zu welchen Terminen (meist Schulstunde genannt) sich Lehrkraft und Schulklasse zu welchen Unterrichtsfächern treffen. Knapp ist sowohl die Zeit der Lehrkräfte (weil fast jede Lehrkraft mehrere Klassen unterrichtet, daneben sind nebenamtliche Lehrkräfte oder Teilzeitkräfte nicht frei verfügbar) als auch die der Klassen (weil jede Klasse mehrere Lehrkräfte hat). Zusätzlich muss auch die Verfügbarkeit der jeweiligen Räume (beispielsweise Fachräume wie Turnhalle, Musiksaal, Chemiesaal usw.) berücksichtigt werden. Daneben gibt es möglicherweise weitere Vorgaben, etwa wie die Nachmittagsunterrichtsstunden auf die Schüler verteilt werden müssen.
Stundenplanprobleme können mathematisch in der Sprache der Graphentheorie formuliert werden und stellen eine anhaltend schwierige Aufgabe für die Informatik dar.
Eine Erhöhung der Schwierigkeit stellt ein Kurssystem dar. Hierbei existieren keine Klassen, sondern Schüler einer oder mehrerer Jahrgangsstufen werden zu Kursen zusammengefasst, die sie zum Teil wählen können. Der Ersteller des Stundenplans muss die Kurse so legen, dass die Anzahl der Springstunden (Freistunden) für die Schüler minimiert wird.
Im beruflichen Schulwesen haben die Schüler Teilzeitunterricht, der entweder an einigen Tagen pro Woche oder als mehrwöchiger Block angeboten wird. Hier muss vor allem in den Lehrerplänen die An- und Abwesenheit einiger Schüler berücksichtigt werden.
Die tabellarische Darstellung der Unterrichtsfächer in ihrem zeitlichen Schema wird ebenfalls als Stundenplan bezeichnet. Üblicherweise ist in der ersten Spalte die Uhrzeit (Beginn und Ende einer Unterrichtsstunde) aufgetragen, daneben tageweise die aufeinanderfolgenden Unterrichtsstunden. Schulstundenpläne sind zumeist auf Wiederholung im Wochenrhythmus ausgelegt und gelten in der Regel ein Halbjahr.
Stundenplansoftware unterstützt den Planer und die Schüler in der Erstellung von Stundenplänen und Vertretungsplänen. Ist ein Lehrer abwesend oder ein Raum anderweitig belegt, so muss eine Vertretung (österreichisch Supplierung) geplant werden, der entsprechende Plan zur Mitteilung an die Schüler wurde früher meist in Papierform am schwarzen Brett ausgehängt. Moderne Software kann entsprechende Pläne ins Internet stellen.
Die Vorgabe, welches Unterrichtsfach in einer bestimmten Jahrgangsstufe eines bestimmten Schulzweiges wie viele Stunden pro Woche unterrichtet wird, ist in der Stundentafel zu finden.